# Amy Plant
Amy Plant, née en 1998, est une vulgarisatrice scientifique et vidéaste web française.

## Biographie
Née en 1998 et originaire de Vélizy-Villacoublay, Amy Plant s'oriente vers une licence interdisciplinaire en humanités à l'université Paris-Nanterre, avant de rejoindre l'école 42, tout en suivant le master Industrie de réseau et économie numérique de l'Université Paris-Dauphine.
Elle crée alors, fin 2019, sa première vidéo YouTube. Sur sa chaine, elle décrit son quotidien à l'école 42, en particulier la piscine. Elle se filme dans plusieurs expérimentations informatiques, pour hacker une webcam, comprendre comment fonctionne l'algorithme de recommandation de YouTube, ou écrire un algorithme pour gagner au poker.
En 2021, plus de 100 000 personnes suivent sa chaine YouTube. Elle est cette année-là membre du jury du programme de résidence du Frames Festival, qui encourage l'émergence de vidéastes.
Vidéaste professionnelle depuis 2023, elle bénéficie en 2024 d'une aide de 45 000 € du CNC pour développer sa chaine YouTube.